# Wadicosa quadrifera
Wadicosa quadrifera là một loài nhện trong họ Lycosidae.
Loài này thuộc chi Wadicosa. Wadicosa quadrifera được Frederick Henry Gravely miêu tả năm 1924.